# Just Want You to Know
«Just Want You to Know» es una canción rock/pop realizada por los Backstreet Boys. Fue lanzada como el segundo sencillo del quinto álbum de estudio de la banda, Never Gone (2005). 
El sencillo se presentó moderadamente bien estando en el top 10 en Reino Unido y España y llegando al top 20 en Italia, Alemania e Irlanda y se enlistó en el top 40 en otras listas.

## Vídeo musical
El vídeo musical es una parodia de un estereotipo de banda de los años 1980 de glam metal llamada Sphynkter. "Never Gone Videos" muestra el vídeo original; luego un vídeo adicional donde ellos son Sphynkter y presentan "Just Want You to Know". El vídeo fue dirigido por Marc Klasfield.

## Discos sencillos
CD Promocional

1. J«ust Want You To Know» [Radio Edit]

Europa

1. «Just Want You To Know»

2. «Larger Than Life» [Live]

Japón

1. «Just Want You To Know»

2. «Just Want You To Know» [Instrumental]

3. «I Want It That Way» [Live]
Australia

1. «Just Want You To Know»

2. «I Want It That Way» [Live]

3. «Show Me The Meaning Of Being Lonely» [Live]

## Posicionamiento
| Lista (2005)                                 | Posición máxima |
| -------------------------------------------- | --------------- |
| Australia ARIA Singles Chart                 | 22              |
| Austrian Singles Chart                       | 22              |
| Dutch Singles Chart                          | 27              |
| European Hot 100 Singles                     | 19              |
| German Singles Chart                         | 20              |
| Irish Singles Chart                          | 15              |
| Italian Singles Chart                        | 18              |
| Spanish Singles Chart                        | 7               |
| Swedish Singles Chart                        | 28              |
| Swiss Singles Chart                          | 29              |
| UK Singles Chart                             | 8               |
| U.S. Billboard Hot 100                       | 70              |
| U.S. Billboard Hot Adult Contemporary Tracks | 35              |
| U.S. Billboard Top 40 Mainstream             | 21              |